# Jean-Baptiste Mauzaisse

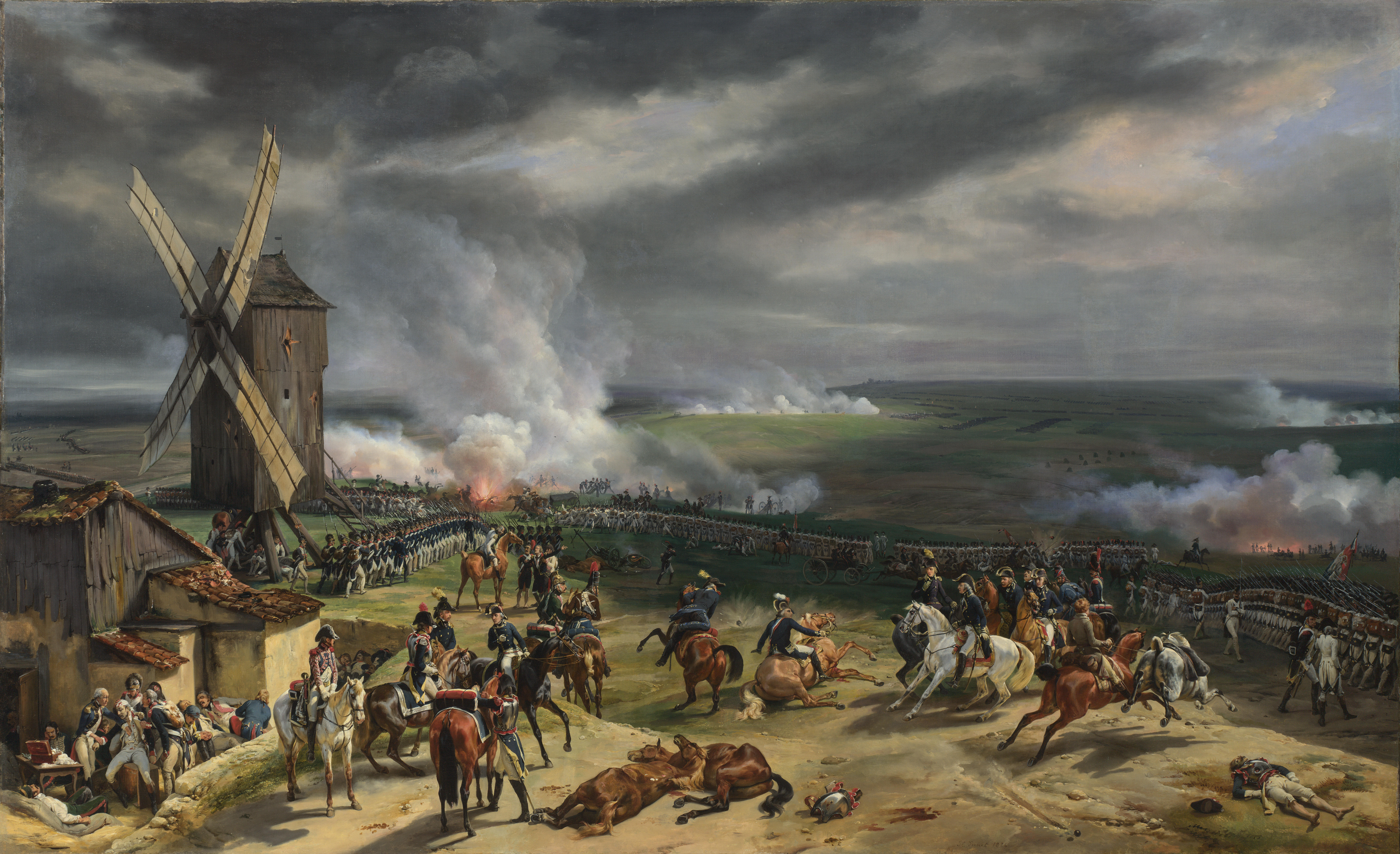
Jean-Baptiste Mauzaisse: Slaget vid Valmy.

Jean-Baptiste Mauzaisse, född november 1784 i Corbeil-Essonnes, död 1844 i Paris, var en fransk målare och litograf.
Mauzaisse började 1803 studera vid École nationale supérieure des Beaux-Arts i Paris. 1812 vann han sin första medalj vid Parissalongen med målningen L'Arabe pleurant son coursier (Arabens sörjer sin arbetshästs död). Mauzaisse är främst känd för historiska målningar och där avbildade han huvudsakligen sammandrabbningar av fientliga arméer men han skapade även porträtt. Dessutom finns olika dekorativa väggmålningar av honom i Louvren.